# Uchizy
Uchizy település Franciaországban, Saône-et-Loire megyében. Lakosainak száma 812 fő (2022. január 1.). Uchizy Arbigny, Saint-Bénigne, Chardonnay, Farges-lès-Mâcon, Lugny, Montbellet és Plottes községekkel határos.

## Népesség
A település népessége az elmúlt években az alábbi módon változott:
| Lakosok száma | 840  | 849  | 874  | 843  | 834  | 825  | 819  | 815  | 812  |
|               | 2013 | 2015 | 2016 | 2017 | 2018 | 2019 | 2020 | 2021 | 2022 |